# 알 아흐잡
알 아흐잡은 꾸란에서 33장을 일컫는 말이다.
장 명칭은 연합 또는 동맹이란 뜻을 담고 있는데 이도교들이 여러 곳에서 연합해 무슬림들을 공격한 이례로 그렇게 불린다고 전해진다
본 장은 동맹군과 바니 꾸라이자의 이슬람 침략에 대한 이야기와 이슬람법과 이슬람식 예절도 함께 담겨 있다.
본 장엔 우흐드 전투 이후 일어난 것이 아흐잡 전쟁이라는 역사적 기록이 나타나 있다.
| 이 전 아스 싸즈다 | 수라 33 (아랍어 원문) | 다 음 싸바아 |
| 1 2 3 4 5 6 7 8 9 10 11 12 13 14 15 16 17 18 19 20 21 22 23 24 25 26 27 28 29 30 31 32 33 34 35 36 37 38 39 40 41 42 43 44 45 46 47 48 49 50 51 52 53 54 55 56 57 58 59 60 61 62 63 64 65 66 67 68 69 70 71 72 73 74 75 76 77 78 79 80 81 82 83 84 85 86 87 88 89 90 91 92 93 94 95 96 97 98 99 100 101 102 103 104 105 106 107 108 109 110 111 112 113 114 |                       |              |